# Китайско-черногорские отношения
Китайско-черногорские отношения — двусторонние дипломатические отношения между Китаем и Черногорией.

## История
Китайская Республика и Королевство Черногория были союзниками в Первой мировой войне: Черногория объявила войну Австро-Венгрии 5 августа 1914 года, а Китай объявил войну Австро-Венгрии 14 августа 1917 года. В отличие от своих союзников, две страны не выпустят Медаль Победы. После войны Черногория потеряет независимость, войдя в состав Королевства сербов, хорватов и словенцев.
3 июня 2006 года Черногория вновь обрела независимость. 14 июня 2006 года Китайская Народная Республика официально признала Черногорию. 7 июля 2006 года дипломатические отношения между странами были установлены. Китай преобразовал своё консульство в посольство в Подгорице 7 июля 2006 года. Посольство Черногории в Китае открылось в Пекине 13 ноября 2007 года.

## Торговля
В 2012 году объём товарооборота между странами составил сумму 134 406 987 евро, из которых экспорт Китая в Черногорию составил сумму 130 605 327 евро, а экспорт Черногории в Китай 3 801 660 евро. Прямые инвестиции из Китая в Черногорию составили сумму 440 000 евро. Китай имеет несколько инвестиционных проектов в области строительства автомагистралей, электростанций и другой инфраструктуры в Черногории.
В 2018 году сообщалось, что кредит Китая на первую фазу строительства магистрали, предназначенной для соединения порта Бар на Адриатическом побережье Черногории с соседней Сербией, не имеющей выхода к морю, привёл к резкому росту долга Черногории и вынудил правительство повысить налоги, частично заморозить заработную плату в государственном секторе и прекратить выплачивать пособие для матерей. Несмотря на эти меры, ожидалось, что долг Черногории приблизится к 80 % валового внутреннего продукта (ВВП) в 2018 году и Международный валютный фонд заявил, что страна не может позволить себе брать дополнительные кредиты.
В 2021 году сообщалось, что первый 41-километровый участок автомагистрали Бар-Больяре стоимостью 20 миллионов евро за км, что делает его одним из самых дорогих шоссе в мире. В случае дефолта Черногории условия контракта дают Китаю право доступа к черногорской земле в качестве залога. В 2022 году этот сложный участок, имеющий множество тоннелей и мостов, был торжественно введён в эксплуатацию представителями двух стран.
По состоянию на 2021 года четверть государственного долга Черногории принадлежит Китаю.